# Lloyd Miller (Leichtathlet)
Lloyd Miller (* 26. August 1915; † 6. Januar 1985) war ein australischer Dreispringer.
Bei den British Empire Games 1938 in Sydney gewann er mit 15,41 m Silber.
Seine persönliche Bestleistung von 15,70 m stellte er am 11. Februar 1939 in Sydney auf.